# Londrina
Londrina est une ville brésilienne du nord de l'État du Paraná, située à 369 km de la capitale, Curitiba. Son nom veut dire « petite Londres ». Elle a été fondée par des colons britanniques. La ville a une grande influence sur Paraná et les régions du Sud du Brésil. Elle est la deuxième plus grande ville de Paraná et la troisième de la région du Sud du Brésil.
La ville compte une population de 506 645 habitants (recensement IBGE de 2010) et 1 087 815 habitants dans sa zone métropolitaine. C'est un centre régional constitué de commerces, de services, d'agro-industries, et d'universités dont l'université d'État de Londrina (pt) et l'Université technologique fédérale du Paraná.

## Histoire
La municipalité fut créée le 3 décembre 1934.
Londrina a été nommée après le lancement de gares de chemin de fer dans la région par des entrepreneurs britanniques pour faciliter le transport de grains de café du nord de Paraná et du sud des états de São Paulo jusqu'au port de Santos. Le nom Londrina rend hommage à la capitale anglaise : Londres. Depuis, une société britannique de coton a fait un investissement original en s'installant dans cette zone.

## Géographie
Londrina se situe entre 23° 08’ 47" et 23° 55’ 46" de latitude sud et entre 50° 52’ 23" et 51° 19’ 11" de longitude ouest, à une altitude de 576 mètres.
Sa population était de 510 707 habitants au recensement de 2009. La municipalité s'étend sur 1 651 km2.

### Géologie
Les terres fertiles de la région, « Terra Roxa » (sol violet), portent ce nom en raison d'une corruption et d'une tentative de traduire le terme « terra rossa » en portugais (terre rouge, en italien), les immigrants italiens avaient l'habitude de l’appeler ainsi. Les habitants du nord de l'État du Paraná sont souvent appelés « pé vermelho » (pied rouge) en raison de leur région semblable à une cuvette poudreuse. On dit que la fertilité du sol provient d'une marée noire de lave volcanique, le plus grand de la planète, connue sous le nom de déversement de Trapp, qui s'est produite dans la région Centre-Sud du Brésil. Durant son âge d'or, avec la rive ouest du fleuve Paraná, Londrina aidait à produire 60 % du café du monde.

### Climat
Localisée dans le Sud du Brésil, Londrina est une ville peu humide de la zone subtropicale. Son climat est subtropical humide, sans saison sèche.
La pluviométrie atteint 1 686 mm d'eau par an et la température moyenne annuelle y est de 21,4 °C. (données 2001)

### Villes voisines
Londrina est voisine des municipalités (municípios) suivantes :
- Tamarana
- Cambé
- Sertanópolis
- Assaí
- São Jerônimo da Serra
- Ortigueira
- Marilândia do Sul
- Apucarana
- Arapongas
- Ibiporã

## Démographie
La population de la ville est composée des descendants des colons originels, des Brésiliens venu d'autres villes ou d'états, des Portugais, des Anglais, des Japonais, des Italiens, des Allemands, des Polonais, des Africains, des Espagnols, des Arabes et des Bulgares brésiliens.
Répartition ethnique
- Blancs 74,2 %
- Métis 18,3 %
- Noirs 3,4 %
- Indiens indigènes 0,3 %

(Au recensement de 2000)

### Population
- Population de l'aire d'influence de Londrina: environ 4,5 millions d'habitants.
- Population de la région métropolitaine (Cambé, Ibiporã, Jataizinho, Londrina, Rolândia, Sertanópolis, Tamarana et Bela Vista do Paraíso) : environ 750 000 habitants

- Densité de population: 309,36 hab/km2 (2009)

### Éducation
Le portugais est la langue officielle, et donc la première langue enseignée à l'école primaire. Mais l'anglais et l'espagnol font partie du programme officiel d'étude des lycées.

#### Colleges et université
La ville possède une des plus grandes universités du pays, l'université d'État de Londrina, ainsi que plusieurs écoles supérieures privées.
- Universidade Estadual de Londrina (UEL)
- Université technologique fédérale du Paraná (UTFPR)
- Pontifícia Universidade Católica do Paraná (PUC-PR)
- Universidade Norte do Paraná (UNOPAR)
- Centro Universitário Filadéfia (UniFil)
- Faculdade Pitágoras
- et beaucoup d'autres.

### Religion
La ville est le siège de l 'Archidiocèse catholique romain de Londrina.

## Économie
L'agriculture est toujours une activité économique majeur pour Londrina bien que son importance ait diminué ces dernières années. L'activité agricole a été diversifiée au-delà du café, et aujourd'hui, elle comprend blé, coton, horticulture, haricot, arachide, riz, canne à sucre, soja et plantations de fruit. Même si la ville a augmenté son parc industriel en ajoutant du tissage, du textile et des usines agricoles, la principale richesse de Londrina est sa production agricole. Aujourd'hui, Londrina est aussi connue pour son secteur de commerce et de service. De plus, l'immobilier est un autre secteur croissant qui a créé des emplois et a même stimulé la taille de cette ville dans Paraná.
La ville est desservie par l'aéroport José Richa.

## Administratif

### Région métropolitaine de Londrina
Institué par la loi d’État complémentaire 81 le 17 juin 1998, la région métropolitaine de Londrina comprend les villes de Londrina, Cambé, Ibiporã, Sertanópolis, Bela Vista do Paraíso, Jataizinho, Rolândia et Tamarana, un montant total de 750 000 habitants.

### Districts Administratifs
- Lerroville
- Warta
- Irerê
- Paiquerê
- São Luiz
- Maravilha
- Guaravera
- Espírito Santo

### Autorités
Prefeito (maire) : Homero Barbosa Neto
Presidente da Câmara: Sidney de Souza

## Jumelages
- Mdoukha (Liban)
- León (Nicaragua)
- Toledo (États-Unis)
- Nishinomiya (Japon)
- Nago (Japon)
- Guimarães (Portugal)
- Modène (Italie)
- Zhenjiang (Chine)

## Célébrités
- Michelle Alves, mannequin
- Giovane Élber, footballeur
- Fernandinho, footballeur
- Gilberto Godoy (Giba), volleyeur
- Jádson, footballeur
- Juninho, footballeur
- Victor Lazzarini (en), compositeur
- Everson Maciel (en), footballeur
- Naldo, footballeur
- Elisângela Oliveira, joueuse de volley-ball, médaillée olympique
- Flavia de Oliveira, mannequin
- Rafinha, footballeur
- Rogério Romero (pt), nageur
- Fabiana Semprebom, mannequin
- Douglas Vieria, judoka, médaillé olympique